# Saint-Thomas-Didyme
Saint-Thomas-Didyme est une municipalité du Québec située dans la MRC de Maria-Chapdelaine au Saguenay–Lac-Saint-Jean.

## Toponymie
Le nom de « Saint Thomas » fait référence à Michel-Thomas Labrecque, évêque du diocèse de Chicoutimi entre 1892 et 1927. « Didyme » rappelle quant à lui l'abbé Didyme Tremblay, curé de Saint-Cyrille-de-Normandin.

## Histoire

### Chronologie municipale
- 11 mai 1923 : Élection de la municipalité de Saint-Thomas-Didyme.

## Géographie
La rivière Ashuapmushuan délimite le sud-ouest de la municipalité en coulant vers le sud-ouest.
La Petite rivière aux Saumons en traverse la pointe sud-ouest du nord vers le sud-est jusqu'à sa confluence avec la rivière Ashuapmushuan.
À partir du lac à la Loutre, dans l'ouest, la rivière à la Loutre coule vers le sud jusqu'à sa confluence avec la rivière Ashuapmushuan.
À partir du lac Vert, dans le centre de la municipalité, la rivière aux Aulnes coule vers le sud-est.
À partir du lac Long, dans l'est, la rivière Ticouapé courbe en coulant vers le sud-est.
La rivière Micosas coule dans le nord vers l'est.

## Démographie
| 1991 | 1996 | 2001 | 2006 | 2011 | 2016 | 2021 |
| ---- | ---- | ---- | ---- | ---- | ---- | ---- |
| 944  | 855  | 797  | 708  | 677  | 676  | 703  |

## Administration
Les élections municipales se font en bloc pour le maire et les six conseillers.
| Saint-Thomas-Didyme Maires depuis 2001                                                                               |                 |         |          |
| Élection | Maire           | Qualité | Résultat |
| 2001 | Denis Tremblay  |         | Voir     |
| 2005 | Denis Tremblay  | Voir    |          |
| 2009 | Denis Tremblay  | Voir    |          |
| 2013 | Denis Tremblay  | Voir    |          |
| 2017 | Denis Tremblay  | Voir    |          |
| 2021 | Sylvie Coulombe |         | Voir     |
| Élection partielle en italique Depuis 2005, les élections sont simultanées dans toutes les municipalités québécoises |                 |         |          |

## Personnalité
- André « Dédé » Fortin, chanteur du groupe Les Colocs, y est né.
- Mgr René Guay, 9e évêque de Chicoutimi, y est né.